# Gladsax församling
Gladsax församling var en församling i Lunds stift och i Simrishamns kommun. Församlingen uppgick 2006 i Simrishamns församling.

## Administrativ historik
Församlingen har medeltida ursprung.
Församlingen var till 2 maj 1578 moderförsamling i pastorat Gladsax och Järrestad för att därefter till 1962 vara moderförsamling i pastoratet Gladlax och (Östra) Tommarp. Från 1962 till 2006 var församlingen annexförsamling i pastoratet Simrishamn, Järrestad, Simris, Östra Nöbbelöv och Gladsax. Församlingen uppgick 2006 i Simrishamns församling.

## Organister och klockare
| Verksam   | Namn              | Levnadstid | Övrigt    |
| --------- | ----------------- | ---------- | --------- |
| 1730      | Pehr Påhlsson     |            | Klockare. |
| 1740–1753 | Nils Lilliander   | 1715–1753  | Klockare. |
| 1753–1763 | Per Leth          | död 1763   | Klockare. |
| 1763–1819 | Petrus Leth       | 1745–1819  | Klockare. |
| 1819–1863 | Olof Theodor Leth | 1785–1863  | Klockare. |

## Kyrkor
- Gladsax kyrka